# フリッツ・ヴェス
フリッツ・ヴェス（Fritz Wöss）はペンネームで、本名は フリードリヒ・ヴァイス（Friedrich Weiss、1920年2月19日 - 2004年2月3日）。ウィーン生まれのオーストリアの作家。

## 経歴

### 第二次大戦に従軍、捕虜に
ナチスドイツによるオーストリアの併合後、フリードリヒ・ヴァイスは18歳でドイツ国防軍の士官候補生となり、将校としてダンケルクの奪取とノルマンディーの占領に参加。その後、東部戦線に転じてソ連侵攻中は北方軍集団に所属した。
1941年12月、すでに砲兵隊長だったヴァイスは、ヴォルホフストロイ近くのラドガ湖の南での戦闘で負傷し、入院後に東部戦線に復帰するよう命じられ、ナリマンのルーマニア第20師団に連絡将校として配属後、スターリングラードの南でソ連赤軍の攻勢に直面した。
ヴァイスはスターリングラード攻防戦で生き残り、1943年1月29日にソ連赤軍の捕虜となった。

### 帰国、従軍・捕虜経験をもとに執筆
1948年に帰国し、ウィーン大学に入学、法学博士号を取得した。1951年、ウィーン市教育委員会の職員となり、1957年の秋、三部作となる作品の第1巻『Hunde, wollt ihr ewig leben（犬ども、永遠に生きたいのか？）』を自費出版した。その後、パウル・ツォルネイ出版社が出版権を引き継ぎ、1964年までに三部作をすべて出版した。

### 作品が映画化
この作品は後に「Hunde, wollt ihr ewig leben（邦題：壮烈第六軍!最後の戦線）」として映画化された。
映画化とドイツ語圏での広範な論争において、国家意志の形成に国民が直接参加することを重視したことで、その書名は世界中に知られるようになった。

### 直接民主主義思想の普及
1960年、ヴァイスはウィーン天然資源・生命科学大学の学長に就任し、若い学生たちに直接民主主義の思想を鼓吹することに成功した。また、大学で直接民主主義のための利益団体を設立し、教授、助手、学生とともに、市民が国家に直接共同決定と共同責任を持つことを可能にする憲法草案を明文化した。
1968年に直接民主主義連合を設立し、1973年4月5日にはオーストリア環境保護運動を設立した。
2004年3月8日、ウィーンのグリンツィング墓地 (グループ22、7行目、No.4) に埋葬された。

## 受賞・栄典
- 1982年 Ehrenmedaille der Bundeshauptstadt Wien in Silber（連邦首都ウィーンの栄誉勲章、銀章）[3]
- 1987年 Goldenes Ehrenzeichen um das Land Wien（ウィーン国家名誉金メダル）
- 1990年 Österreichisches Ehrenkreuz für Wissenschaft und Kunst I. Klasse（オーストリア科学・芸術栄誉十字章）

## 著書
- Hunde, wollt ihr ewig leben（犬ども、永遠に生きたいのか？） （フリッツ・ヴェス回顧録第1巻）、Paul Zsolnay Verlag 、1958年 / （新版）、2017年、ISBN 9783963570056
- Der Fisch beginnt am Kopf zu stinken（魚の頭が臭くなり始めた）（フリッツ・ヴェス回顧録第2巻）、Paul Zsolnay Verlag、1960年 / （新版）、2018年、ISBN 9783963570063
- Die Deutschen an die Front（前線のドイツ人） （フリッツ・ヴェス回顧録第3巻）、 Paul Zsolnay Verlag、1964年 / (新版)、2019年、ISBN 9783963570070
- Der Wahrheit eine Gasse（真実の路地）、 WIP Wöss Int.Publ.、1994年